# Gams
Gams är en ort och kommun i distriktet Werdenberg i kantonen Sankt Gallen, Schweiz. Kommunen har 3 711 invånare (2023).